# ფ
Das P̕ar (ფ) ist der 21. Buchstabe des georgischen Alphabets. Der Buchstabe stellt den Laut [pʰ] dar und wird im Deutschen mit dem Buchstaben P transkribiert.
Heute wird im Mchedruli-Alphabet nur noch das ფ verwendet. Im historischen Chutsuri-Alphabet gab es noch den Großbuchstaben Ⴔ; das kleingeschriebene Pendant dazu war das ⴔ.
Es war dem Zahlenwert 500 zugeordnet.

## Zeichenkodierung
Das P̕ar ist in Unicode an den Codepunkten U+10E4 (Mchedruli) bzw. U+10B4 (Chutsuri-Großbuchstabe) und U+2D14 (Chutsuri-Kleinbuchstabe) zu finden.